# جورج غريغان
جورج غريغان (بالإنجليزية: George Gregan)‏ (و. 1973  م) هو رائد أعمال، ولاعب اتحاد الرغبي أسترالي، ولد في لوساكا، مركز لعبه هو سكروم وسط ‏.

## التعليم
تعلم في جامعة كانبيرا
.

## جوائز
حصل على جوائز منها:
- قائد الفنون والآداب (17 يناير 2013)[4]
- جائزة المنافسة العامة  [لغات أخرى]‏ (1946)

## روابط خارجية
- جورج غريغان عل موقع إسبنسكروم (الإنجليزية)
- جورج غريغان على موقع ItsRugby.co.uk (الإنجليزية)
- جورج غريغان على موقع قاعة أستراليا للمشاهير الرياضية (الإنجليزية)